# István Géczi
István Géczi (Sajóörös, 16 de março de 1944 – 10 de setembro de 2018) foi um futebolista húngaro que atuava como goleiro.
István Géczi defendeu somente o clube Ferencvárosi em sua toda sua carreira. Pela Seleção Húngara de Futebol, participou da Copa do Mundo FIFA de 1966, da Eurocopa 1972 e foi medalhista de prata nos Jogos Olímpicos de Verão de 1972. Faleceu em 10 de setembro de 2018 aos 74 anos de idade.

## Títulos
- Taça das Cidades com Feiras: 1964–65
- Campeonato Húngaro: 1962–63, 1964, 1967, 1968
- Copa da Hungria: 1971-72, 1973–74